# Rakhat Aliyev
Rakhat Aliyev Mukhtaruly (en kazajo: Рахат Мұхтарұлы Әлиев; Almaty, 10 de diciembre de 1962 - Viena, 24 de febrero de 2015) fue un político y empresario kazajo. Fue embajador de Kazajistán en Austria y ante la Organización para la Seguridad y la Cooperación en Europa.
Se desempeñó como viceministro de Relaciones Exteriores en gobierno kazajo hasta 2007. Aliyev se casó con Dariga Nazarbayeva, hija del presidente de Kazajistán Nursultan Nazarbayev. Fue acusado de secuestrar a un empleado de banco Nurbank, Timiraliyev y Gilimov, y después de un discurso el 26 de mayo de 2007 se declaró en oposición en ley. Fue dimitido como embajador debido a este evento.
El 24 de febrero de 2015, fue encontrado muerto en una celda de aislamiento en la prisión Viena, Austria. De acuerdo con funcionarios locales, Aliyev se había ahorcado en su celda.